# Blyths kuifarend
De Blyths kuifarend (Nisaetus alboniger; synoniem: Spizaetus alboniger) is een roofvogel uit de familie van de Accipitridae (Havikachtigen). Deze vogel is beschreven door en genoemd naar de Britse zoöloog Edward Blyth.

## Verspreiding en leefgebied
Deze soort komt voor in Maleisië, Sumatra, Borneo.